# Madeon

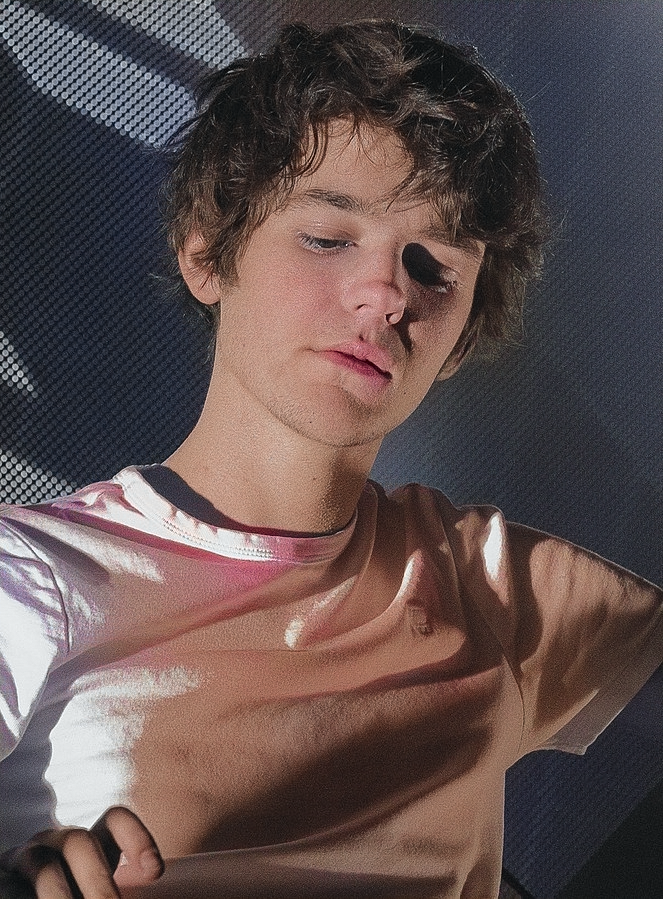
Madeon, 2015

Hugo Pierre Leclercq (* 30. Mai 1994), bekannt als Madeon, ist ein Elektropop-Produzent aus Nantes, Frankreich. An Popularität gewann er durch sein Video Pop Culture, das er auf dem Videoportal YouTube veröffentlichte und das bis Dezember 2024 bereits über 64 Mio. Aufrufe erreichte.

## Biografie
Leclercq begann im Alter von 11 Jahren, Musik zu komponieren – damals noch unter dem Namen DJ Deamon, ein Anagramm des heutigen Künstlernamens Madeon. Die ersten offiziellen Releases unter diesem Namen waren 2008 ein Remix zum Song „Wake Up“ von Sun Kidz sowie die Eigenproduktion „Still Loving You“. Beide Produktionen sind dem elektronischen Genre Hands up zuzuordnen. Später folgte der Genre-Wechsel und die Umbenennung in Madeon.
Nachdem Leclercq 2010 einen Wettbewerb gewonnen hatte, bei dem er „The Island“ von Pendulum remixte, begann er in den folgenden Jahren weitere Tracks von Künstlern im Genre Electronic zu remixen. Internationale Bekanntheit erlangte er durch ein Video zu seinem Mash-Up Pop Culture, das er im Juli 2011 auf YouTube hochlud. In diesem Mash-Up verwendete er 39 Songs, die er mit einem Novation Launchpad zusammenmixte. Das Video gewann sehr schnell an Popularität und erreichte innerhalb weniger Monate über 7 Millionen Aufrufe (Stand Juli 2021: über 56 Millionen).
Seinen ersten Live-Auftritt hatte Leclercq im April 2011 in Paris, wo er als Vorprogramm für Yelle auftrat. Während der Show verwendet er neben seinen Launchpads auch Novations SL MKII, FL Studio und Ableton Live. Leclercq wurde mehrmals in Pete Tongs Radioshow „15 Minutes of Fame“ auf BBC Radio 1 präsentiert. Seine Debütsingle Icarus sowie sein Remix von Deadmau5s „Raise Your Weapon“ wurden in dieser Show das erste Mal in voller Länge abgespielt. Seine erste Liveaufnahme war für Pete Tongs BBC Radio 1 Galaevent in Hull am 27. Januar 2012, wo er ein 20-minütiges Konzert gab. Eine Debüt-EP war bereits für Ende 2011 angekündigt worden, wurde jedoch zugunsten mehrerer Singles abgesagt. Seine erste Single Icarus, wurde am 24. Februar 2012 durch sein eigenes Label „popculture“ veröffentlicht. Am 11. November war er auf den MTV Europe Music Awards 2012 in Frankfurt am Main an der Show als DJ beteiligt. Er legte in der Zeit auf, in der im TV die Werbung ausgestrahlt wurde und war auch an diversen weiteren Stellen in den Verlauf der Show mit eingebunden.

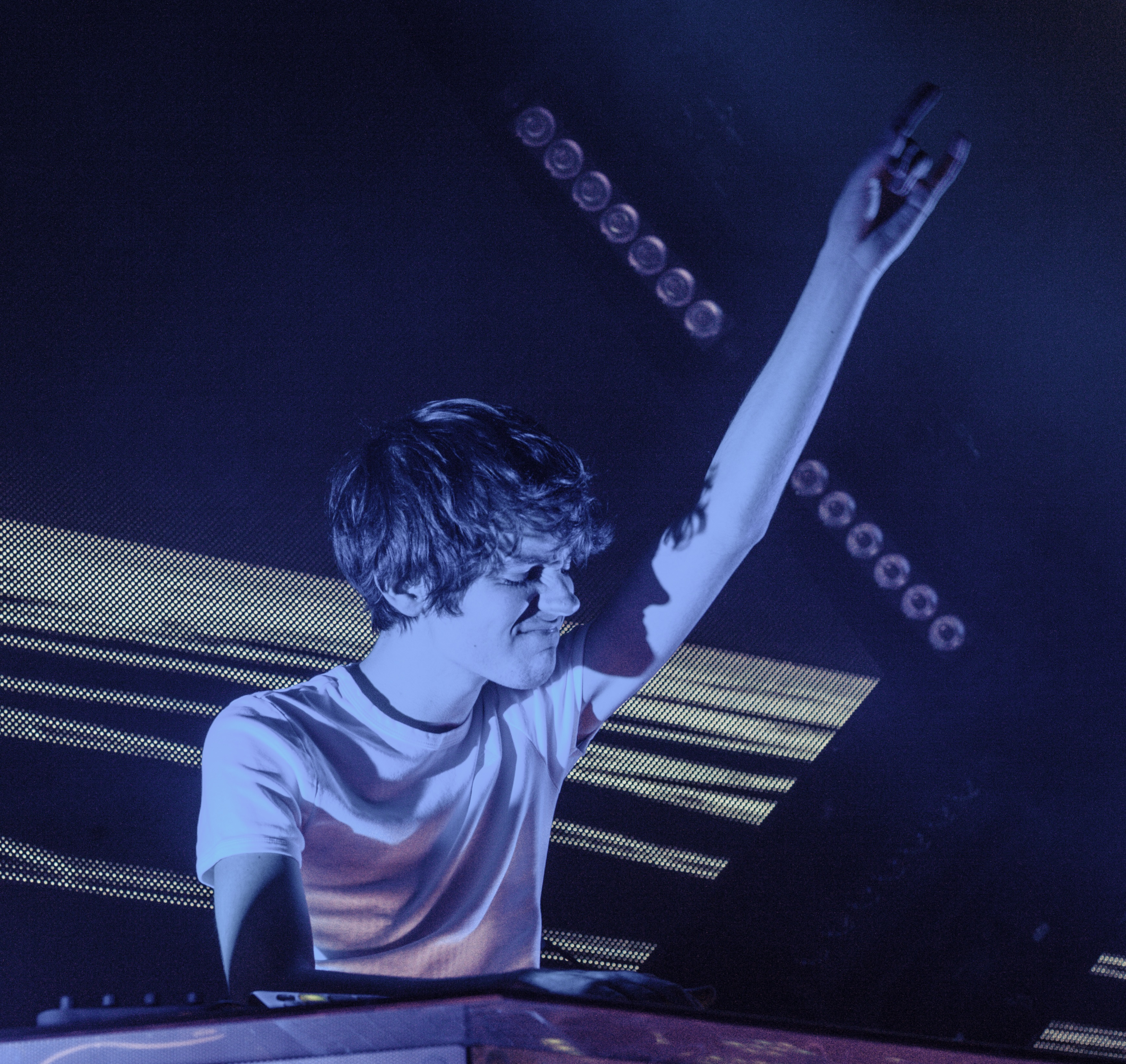
Madeon (2015)

Als ein Zeichen seines schnellen internationalen Erfolges wurde er eingeladen, auf drei der bedeutendsten amerikanischen Festivals aufzutreten. Dem Ultra Music Festival in Miami, Coachella in Kalifornien und dem Electric Daisy Carnival in New York. Weiterhin wurde er auch auf viele weitere Festivals im Vereinigten Königreich eingeladen, um so zum Beispiel neben Swedish House Mafia auf dem „Milton Keynes Bowl“ zu spielen. Icarus war in der US-Version von You Can Dance im Mai 2012 zu hören. Als seine größten Einflüsse nennt Leclercq The Beatles und Daft Punk.
2016 kündigte er an, gemeinsam mit seinem DJ-Kollegen und Freund Porter Robinson auf Tour gehen wird. Diese trägt den Namen „Shelter-Tour“. Shelter ist auch der Titel ihrer ersten gemeinsamen Single. Shelter lässt sich in den Bereich des zu der Zeit sehr beliebten Future-Bass einordnen.

## Sonstiges
Der Song „Finale“ gehört zum Soundtrack von EA Sports FIFA 13 und ist der Opening Song von Playstation All-Stars Battle Royale. Der Song „The City“ gehört zum Soundtrack von Electronic Arts’ Need for Speed: Most Wanted 2012 und „Technicolor (Club Extended)“ zum Soundtrack zu Need for Speed: Rivals.

## Diskografie

### Alben
| Jahr | Titel Musiklabel           | Höchstplatzierung, Gesamtwochen, AuszeichnungChartplatzierungen (Jahr, Titel, Musiklabel, Platzierungen, Wochen, Auszeichnungen, Anmerkungen) | Höchstplatzierung, Gesamtwochen, AuszeichnungChartplatzierungen (Jahr, Titel, Musiklabel, Platzierungen, Wochen, Auszeichnungen, Anmerkungen) | Höchstplatzierung, Gesamtwochen, AuszeichnungChartplatzierungen (Jahr, Titel, Musiklabel, Platzierungen, Wochen, Auszeichnungen, Anmerkungen) | Anmerkungen                             |
| Jahr | Titel Musiklabel           | UK | FR | US | Anmerkungen                             |
| ---- | -------------------------- | --- | --- | --- | --------------------------------------- |
| 2015 | Adventure Columbia (Sony)  | UK30 (1 Wo.)UK | FR29 (5 Wo.)FR | US43 (1 Wo.)US | Erstveröffentlichung: 30. März 2015     |
| 2019 | Good Faith Columbia (Sony) | — | — | US82 (1 Wo.)US | Erstveröffentlichung: 15. November 2019 |

### EPs
- 2012: The City
- 2013: Japan Only (Veröffentlichung nur in Japan)
- 2015: You’re On (Remixes)
- 2015: Pay No Mind (Remixes)
- 2017: Shelter: The Complete Edition (mit Porter Robinson, Veröffentlichung nur in Japan)
- 2020: 12122017 (Celine)

### Singles
| Jahr | Titel Album                                 | Höchstplatzierung, Gesamtwochen, AuszeichnungChartplatzierungen (Jahr, Titel, Album, Platzierungen, Wochen, Auszeichnungen, Anmerkungen) | Höchstplatzierung, Gesamtwochen, AuszeichnungChartplatzierungen (Jahr, Titel, Album, Platzierungen, Wochen, Auszeichnungen, Anmerkungen) | Höchstplatzierung, Gesamtwochen, AuszeichnungChartplatzierungen (Jahr, Titel, Album, Platzierungen, Wochen, Auszeichnungen, Anmerkungen) | Anmerkungen                                                        |
| Jahr | Titel Album                                 | UK | FR | US | Anmerkungen                                                        |
| ---- | ------------------------------------------- | --- | --- | --- | ------------------------------------------------------------------ |
| 2012 | Icarus The City (EP) • Adventure (Deluxe)   | UK22 (4 Wo.)UK | — | — | Erstveröffentlichung: 24. Februar 2012                             |
| 2012 | Finale The City (EP) • Adventure (Deluxe)   | UK35 (3 Wo.)UK | FR197 (1 Wo.)FR | — | Erstveröffentlichung: 22. Juli 2012 feat. Nicholas Petricca        |
| 2012 | The City The City (EP) • Adventure (Deluxe) | UK74 (1 Wo.)UK | — | — | Erstveröffentlichung: 5. Oktober 2012 feat. Zak Waters & Cass Lowe |
| 2014 | You’re On Adventure                         | — | FR36 (10 Wo.)FR | — | Erstveröffentlichung: 8. Dezember 2014 feat. Kyan                  |
| 2016 | Shelter –                                   | — | FR126 (1 Wo.)FR | US— GoldUS | Erstveröffentlichung: 11. August 2016 mit Porter Robinson          |

Weitere Singles
- 2009: Gold
- 2010: For You
- 2010: Shuriken
- 2013: Stay Awake (feat. Ellie Goulding)
- 2013: Pop Culture (Mash-Up von 40 Liedern)
- 2013: Technicolor (feat. Phil Schwan)
- 2014: Cut the Kid (Free-Track)
- 2014: Imperium (Free-Track, Vorabsingle zu „Adventure“)[3]
- 2014: You’re On (feat. Kyan, Vorabsingle zu „Adventure“)[3]
- 2015: Pay No Mind
- 2015: Home
- 2015: Nonsense (feat. Mark Foster)
- 2019: All My Friends
- 2019: Dream Dream Dream
- 2019: Be Fine
- 2020: No Fear No More
- 2020: The Prince
- 2022: Love You Back
- 2023: Gonna Be Good
- 2024: All Ur Luv (mit Wavedash feat. Toro y Moi)

### Remixe
- 2010: The Killers – Smile Like You Mean It
- 2010: Alphabeat – DJ
- 2010: David Latour – Friday Night
- 2010: Pendulum – The Island
- 2011: Yelle – Que Veux Tu
- 2011: Deadmau5 – Raise Your Weapon
- 2012:	Martin Solveig – The Night Out

### Produktionen
- 2011: Glenn Morrison – Tokyo Cries
- 2012: Picture Book – Sunshine
- 2012: Ellie Goulding – Stay Awake
- 2013: Muse – Panic Station
- 2013: Lady Gaga – Mary Jane Holland
- 2013: Lady Gaga – Gypsy
- 2013: Lady Gaga – Venus
- 2013: Two Door Cinema Club – Changing of the Seasons
- 2014: Coldplay – Always in My Head
- 2014: Coldplay – O
- 2018: Ric Wilson – No Hands
- 2020: Lady Gaga – 911
- 2021: Keshi – Beside You